# Hirtella glaziovii
Hirtella glaziovii là một loài thực vật có hoa trong họ Cám. Loài này được Taub. mô tả khoa học đầu tiên năm 1892.